# Фактори ініціації трансляції
Фактори ініціації трансляції (від англ. translation initiation factors) — білки, головною функцією яких є забезпечення початку (ініціації) трансляції, тобто синтезу нового поліпептидного ланцюга. При цьому фактори ініціації приєднуються до малої субодиниця рибосоми. У бактерій ці білки позначаються IF, у еукаріотів — eIF. В той час, як у більшості бактерій є всього три фактора ініціації — IF1, IF2 і IF3, еукаріотичний комплекс ініціації складається з більш ніж 25 окремих поліпептидів.
Детальніше див.
- Фактори ініціації трансляції прокаріотів
- Фактори ініціації трансляції еукаріотів